# سيد كرماني
سيد كرماني (29 ديسمبر 1949 في الهند - ) هو لاعب كريكت هندي. شارك مع منتخب الهند الوطني للكريكت.

## وصلات خارجية
- سيد كرماني على موقع IMDb (الإنجليزية)

- سيد كرماني على موقع إي آس بي آن كريك إنفو (الإنجليزية)